# Carrascosa (Cuenca)
Carrascosa es un municipio y localidad española de la provincia de Cuenca, en la comunidad autónoma de Castilla-La Mancha. El término, que incluye los núcleos de Carrascosa y Herrería de Santa Cristina, tiene una población de 70 habitantes (INE 2024).

## Geografía
Limita con los municipios conquenses de Valsalobre, Beteta, Cañizares, Alcantud y El Pozuelo, y con el municipio guadalajareño de Villanueva de Alcorón.
En el siglo XIX se mencionaban los «montes de pinos, carrascas y robles por todos puntos» existentes en el término. Por el municipio pasa el río Guadiela.

## Historia
A mediados del siglo XIX, el lugar contaba con una población censada de 294 habitantes. La localidad aparece descrita en el quinto volumen del Diccionario geográfico-estadístico-histórico de España y sus posesiones de Ultramar de Pascual Madoz de la siguiente manera:

CARRASCOSA DE LA SIERRA: v. con ayunt. en la prov. y dióc. de Cuenca (10 leg.;, part. jud. de Priego (4), aud. terr. de Albacete (30), c. g. de Castilla la Nueva (Madrid): sit. en piso desigual á la parte S. de una pequeña sierra; el clima es sano, le combaten con mas frecuencia los vientos del N. y S.: forman la pobl. 78 casas, y existe escuela de primeras letras concurrida por 22 niños, cuyo maestro cobra su honorario en trigo; casa de ayunt., cárcel, un pósito, igl. parr. (la Concepción, servida por un cura y un sacristan; cuatro ermitas arruinadas fuera de la v., dedicadas á Santa Quiteria, Madre de Dios, Sta. Luisa y Sta. Ana; y para el surtido del vecindario dos fuentes de buenas aguas. Confina el térm. por N. con el de Pozuelo; E. Villanueva; S. Valsalobre, y O. Beleta: en él se encuentra el desp. Sta. Cristina: el terr. es pedregoso y de mala calidad, con montes de pinos, carrascas y robles por todos puntos, y le baña el rio Guadiela. Los caminos son escabrosos y dirigen á los pueblos de la Sierra y la Alcarria. La correspondencia se recibe los domingos y sale los sábados. prod.: trigo, patatas, judias, garbanzos, ganado lanar y cabrio, caza de liebres, corzos, javalies, venados y algunos lobos; pesca de truchas y peces en corta cantidad. ind.: la agricultura, ganadería y un molino nombrado de la Chincha. pobl.: 74 vec., 294 hab. cap. prod.: 667,180 rs. imp.: 33,359 rs.; importe de los consumos 2.266 rs. y 10 mrs.
(Madoz, 1846, p. 613)

## Demografía
Carrascosa cuenta con una población de 70 habitantes (INE 2024).
| Gráfica de evolución demográfica de Carrascosa entre 1842 y 2021 |
| |
| Población de derecho según los censos de población del INE Población de hecho según los censos de población del INEEn este censo se denominaba Carrascosa de la Sierra: 1842 En estos censos se denominaba Carrascosa Sierra: 1857, 1860, 1877, 1887, 1897, 1900 y 1910 |

## Fiestas
Su patrona es la Virgen del Carmen que se celebra el 16 de julio. Durante las fiestas del Carmen se celebran en la plaza las típicas verbenas de pueblo en verano y el pueblo se reúne para ver la precesión  a compañada de las marcha procesionales de la Banda de música Nueva Asociación musical de Puebla de Almenara  que viene durante muchos años. para asistir a la paella popular 
En verano se organiza una semana llena de actividades, llamada la semana cultural en la cual participan toda la gente del pueblo. Unas de las actividades más destacadas son las del concurso de disfraces, los torneos deportivos y de cartas, la acampada, rutas de senderismo y el lanzamiento del jamón.